# Henrik Bechmann
Henrik Bechmann Møller (* 29. August 1955 in Aarhus) ist ein ehemaliger dänischer Fußballspieler.

## Karriere
Bechmann begann seine Karriere bei Skovbakken, für die er in der Spielzeit 1975 15 Tore erzielte. Zur Spielzeit 1976 wechselte er zu Aarhus GF. Für diese spielte er bis zur Spielzeit 1978 und kam in drei Spielzeiten auf 38 Treffer. Nach einem einjährigen Intermezzo beim Stadtrivalen IHF Aarhus ging er zu Skovbakken zurück. Diese sollte auch die letzte Station seiner Karriere sein.

## Sonstiges
Henrik Bechmann ist verheiratet. Sein Sohn Tommy (* 1981) ist ebenfalls Fußballspieler und war in seiner Karriere auch in der Bundesliga aktiv.